# Tetsurō Shimizu
Tetsurō Shimizu (jap. 清水 徹郎, Shimizu Tetsurō; * 10. Februar 1988 in Karuizawa) ist ein japanischer Curler. Derzeit spielt er als Third im Team von Yūta Matsumura.

## Karriere
Shimizu spielte erstmals international bei der Junioren-Pazfikmeisterschaft 2007 als Third im Team von Ryo Ogihara; die Mannschaft wurde Dritter. Im gleichen Jahr spielte er zum ersten Mal bei der Pazifikmeisterschaft. Als Third im Team von Yūsuke Morozumi wurde er Vierter. Im darauffolgenden Jahr gewann er mit der Silbermedaille seine erste Medaille bei diesem Wettbewerb. Es folgten fünf weitere Silbermedaillen (2009, 2012, 2013, 2014 und 2015), bevor er bei der Pazifik-Asienmeisterschaft 2016 mit Yūsuke Morozumi die erste Goldmedaille gewinnen konnte. 2017 kam er mit der japanischen Mannschaft auf den dritten Platz. 2018 wechselte er zum Team von Yūta Matsumura und gewann seine zweite Goldmedaille bei der Pazifik-Asienmeisterschaft 2018.
Seine erste Weltmeisterschaft spielte er 2009 im Team von Morozumi; die Japaner wurden Zehnter. Seit 2013 hat er in jedem Jahr an der Weltmeisterschaft teilgenommen; die beste Platzierung war ein vierter Platz 2016.
Shimizu vertrat mit Yūsuke Morozumi (Skip), Tsuyoshi Yamaguchi (Second), Kōsuke Morozumi (Lead) und Kōsuke Hirata (Alternate) Japan beim Wettbewerb der Herren bei den Olympischen Winterspielen 2018. Es war das erste Mal seit 20 Jahren, dass sich eine japanische Männer-Mannschaft für die Olympischen Spiele im Curling qualifizieren konnte. In Pyeongchang kam er mit seinen Teamkollegen nach vier Siegen und fünf Niederlagen in der Round Robin auf den achten Platz.